# Eilema diliensis
Eilema diliensis là một loài bướm đêm thuộc phân họ Arctiinae, họ Erebidae.